# 長庚科技大学
長庚科技大学（ちょうこうぎじゅつがくいん、Chang Gung University of Science and Technology）は、台湾桃園市亀山区、嘉義県に位置する私立大学である。

## キャンパス
- 林口キャンパス・本校
  - 桃園市亀山区文化一路261号
- 嘉義キャンパス
  - 嘉義県朴子市仁和里1鄰嘉朴路西段2号

## 歴史
| 年     | 月日 | 事跡                                           |
| ------ | ---- | ---------------------------------------------- |
| 1983年 | -    | 明志技術学院に2年制の看護学科を設置            |
| 1988年 | -    | 看護学科独立し「長庚護理専科学校」として開校   |
| 1989年 | -    | 夜間部を設置                                   |
| 1991年 | -    | 5年制の看護学科を新設                          |
| 1995年 | -    | 台湾原住民に対し全額奨学金を支給する制度を開始 |
| 1996年 | -    | 2年制幼児保育学科を新設                        |
| 2000年 | -    | 2年制の情報管理学科を新設 附属実験託児所を開設 |
| 2002年 | -    | 「長庚技術学院」と改称                         |
| 2003年 | -    | 嘉義(朴子）分校を設立                          |
| 2011年 | -    | 「長庚科技大学」と改称                         |

## 組織
|                                                                                                 |  |
| - 看護学科 - 幼児教育学科 - 情報管理学科 - 呼吸器系介護学科 - 化粧品応用学科 - 教養教育センター |  |

## 交通アクセス

### 林口キャンパス・本校
- 桃園捷運:機場線体育大学駅

バス
- 三重客運（中国語版）:【1211】（台北市政府 - 長庚大学・体育大学）
- 桃園客運（中国語版）
  - 【5057】：桃園駅 - 体育大学駅 - 長庚医院
  - 【5065】：桃園駅 - 体育学院

### 嘉義キャンパス
最寄駅:台湾高速鉄道 高鉄嘉義駅
バス
- 嘉義BRT
  - 長庚病院1(長庚醫院1)
  - 県庁舎(縣政府)
- 嘉義客運
  - 【7205】嘉義 - 朴子(太保経由)
  - 【7206】嘉義 - 塭港
  - 【7209】嘉義 - 布袋港(朴子経由)
- 嘉義県公車処
  - 【7324】嘉義 - 朴子
  - 【7327】嘉義 - 布袋
- 統聯客運
  - 【1638】台北 - 東石(太保、朴子、嘉義長庚医院経由)
  - 【1639】台北 - 布袋(太保、朴子、嘉義長庚医院経由)